# 緊急用務空域

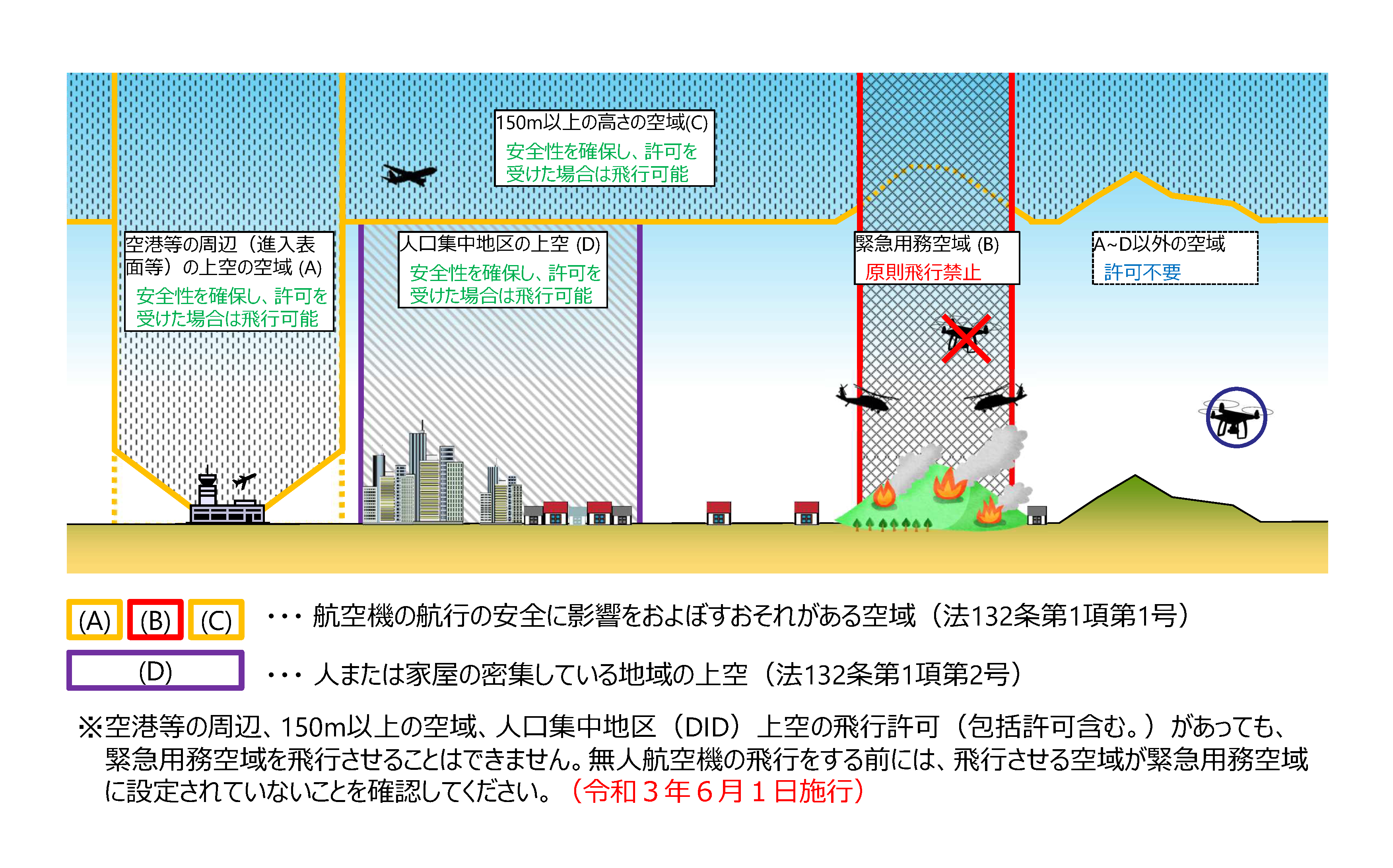
日本における無人機の飛行禁止区域の図解

緊急用務空域（きんきゅうようむくういき、英語: emergency response airspace）は、日本において災害発生時に警察や消防活動など緊急用務を行うための航空機の飛行が想定される場合、無人航空機（ドローン・ラジコン機）などの飛行が原則的に禁止される空域。災害などの規模に応じて国土交通省航空局によって指定され、航空局のWebサイトや公式X（旧Twitter）などで公示される。

## 概要
2021年に栃木県足利市で発生した山林火災の際、消火活動中にドローンが目撃されたことで、事故を避けるために消防防災ヘリの活動が中断された。国土交通省はこれを受けて2021年（令和3年）5月に航空法施行規則を改正し、消防、救助、警察業務その他の緊急用務を行うため空域を「緊急用務空域」として指定できるようにした。ドローンの操縦者は、飛行を開始する前に当該空域が緊急用務空域に該当するか否かを確認する義務を負う。

## 対象
原則としてすべての無人航空機が飛行禁止となる。空港周辺、150m 以上の空域、人口集中地区上空などにおける飛行許可（包括許可含む）を事前に得ていた場合でも飛行できない。
ただし、「災害等の報道取材やインフラ点検・保守など、緊急用務空域の指定の変更又は解除を待たずして飛行させることが真に必要と認められる飛行」に関しては、国土交通大臣からの許可を新たに得ることで実施可能である。例えば、2024年1月1日に発生した能登半島地震では翌日に緊急用務空域が指定されたが、被災地の輪島市が日本UAS産業振興協議会に要請を行い、民間ドローンによる行方不明者の捜索、被害状況の確認、孤立地域への薬品配送などが実施された。
緊急用務空域が指定されている状況下の許可取得に関しては、DIPS2.0を通じた通常の手続ではなく、電話や電子メール等で飛行許可・承認申請手続が可能となるケースがある。
また、無人航空機以外では、航空機の飛行に影響を及ぼすおそれのある行為（気球、花火、凧揚げ等）についても一時的に許可または通報が必要になることがある。

## 設定された例
- 各地における林野火災[9][10]

- 大規模な地震
  - 令和6年能登半島地震[11]